# Smart Roadster
Smart Roadster — двухдверный спортивный автомобиль, впервые представленный в 2003 году компанией Smart. Продажи автомобиля оправдали ожидания, однако, в ноябре 2005 года производство было остановлено. Всего было выпущено 43091 машин. Последний автомобиль, сошедший с конвейера в настоящее время находится в Музее Mercedes-Benz.

## Дизайн и разработка

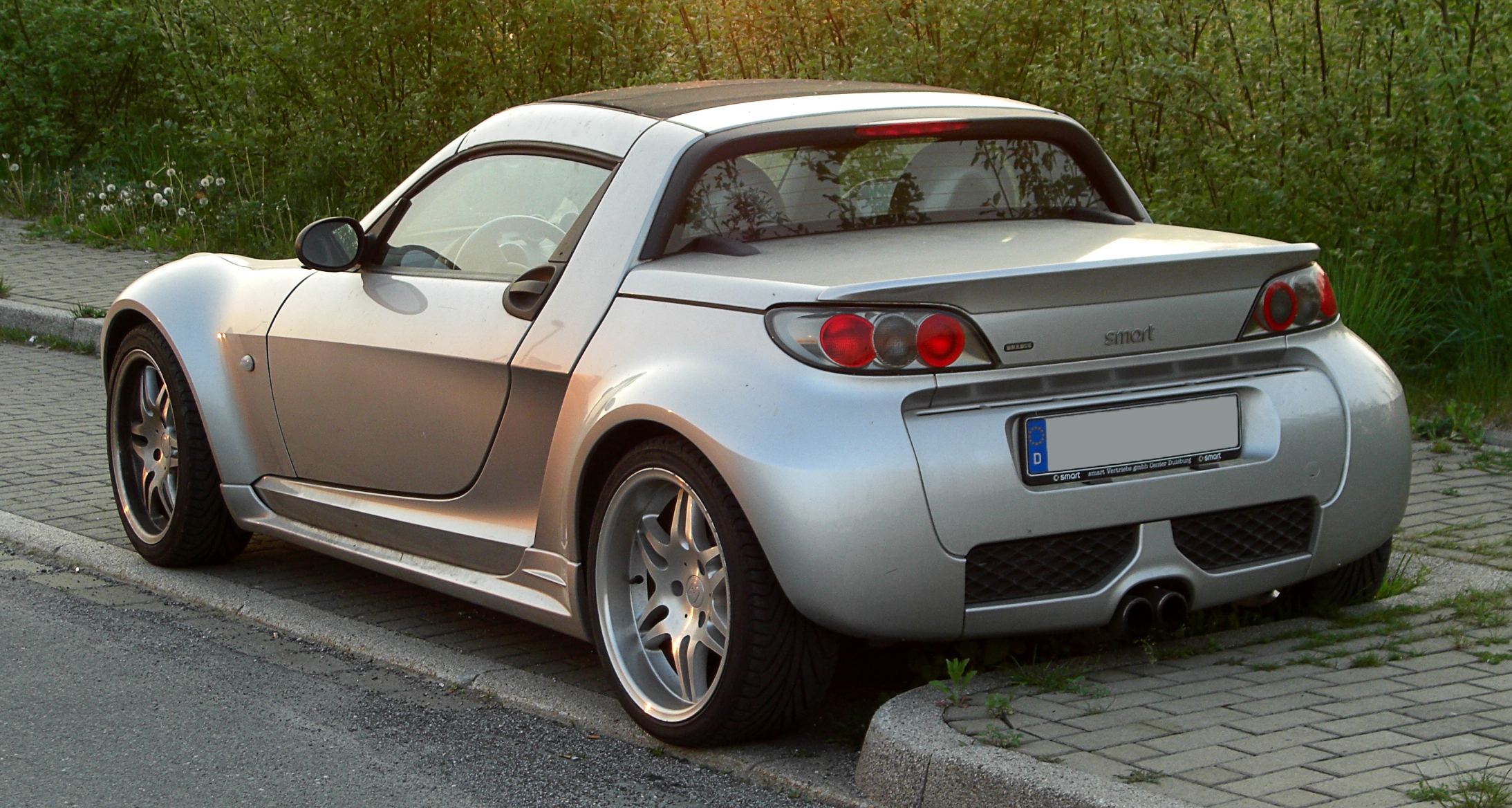
Smart Roadster Brabus

В 1998 году команда дизайнеров Smart начала разрабатывать прототипы новых автомобилей и пришла к выводу, что на базе Smart City Coupe можно сделать небольшой спортивный автомобиль с задним приводом, компактным турбированным двигателем и шестиступенчатой АКПП. Следуя философии “уменьшить по максимуму” и инновационному подходу, был создан концепт компактного и практичного спортивного автомобиля.

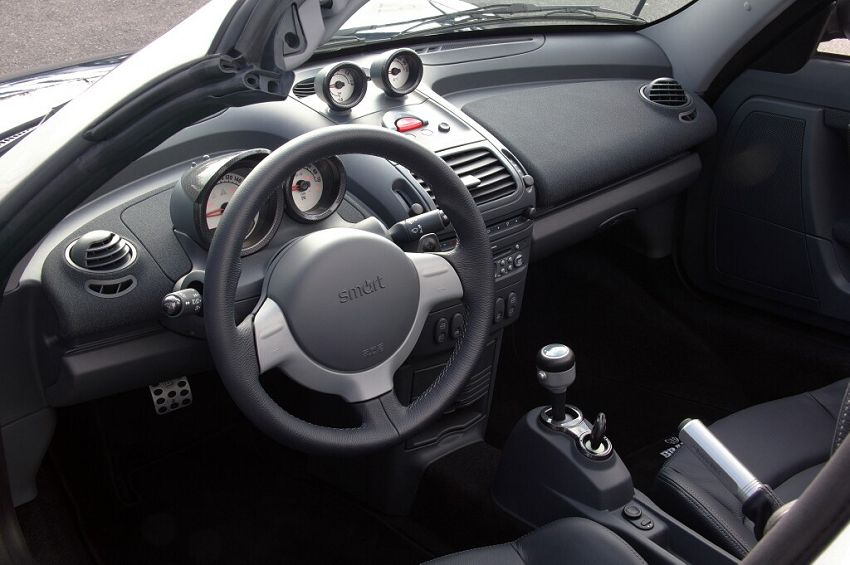
Салон Smart Roadster

К июню 1999 года полноразмерные модели были отправлены в Италию, для производства выставочного экземпляра автомобиля, который спустя 3 месяца был готов  для показа на Франкфуртском автосалоне. Автомобиль был хорошо воспринят публикой, и это доказало руководству компании, что автомобиль должен быть разработан для серийного производства.
В 2000 году на автошоу в Париже была показана версия Roadster Coupe. Она отличалась от обычной версии стеклянной крышей и измененной задней частью,  напоминающей BMW Z3 coupe. Окончательные версии обоих автомобилей были представлены на автошоу в Париже в 2002 году. Они были уникальны, так как совмещали в себе небольшой размер, экономичность и отличную производительность.